# Canon EOS D30

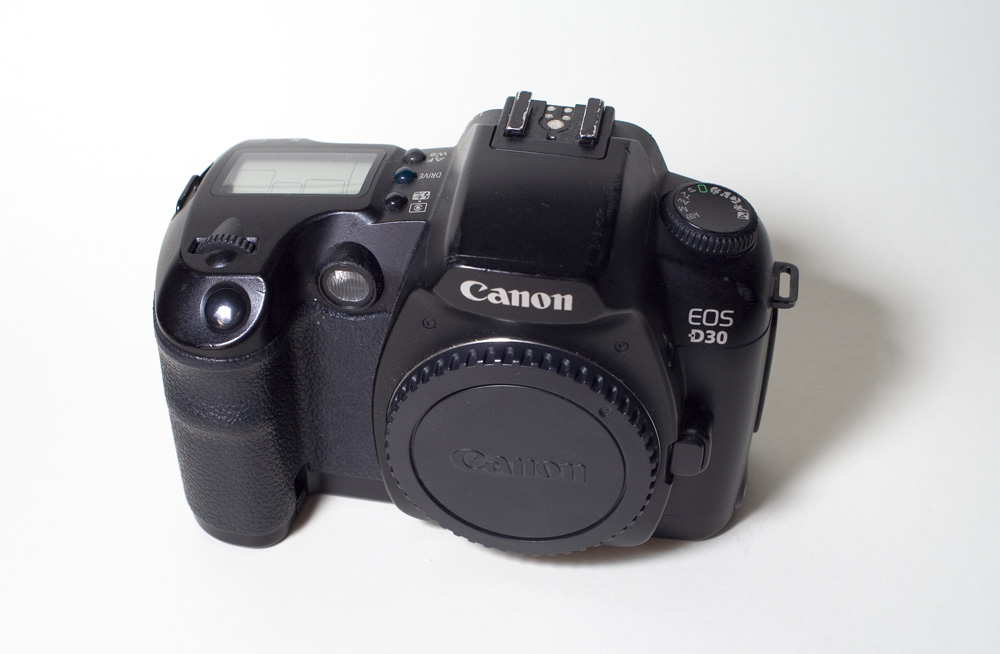
Canon EOS D30

Canon EOS D30 – pierwsza cyfrowa lustrzanka jednoobiektywowa w ofercie japońskiego producenta. Posiadała 3,1 megapikselową matrycę CMOS. D30 została wprowadzona na rynek 17 maja 2000 roku a dwa lata później zastąpiona modelem EOS D60.

## Specyfikacja
- typ: cyfrowa lustrzanka jednoobiektywowa
- matryca: CMOS o wymiarach 22,7 x 15,1 mm (format APS-C)
- całkowita liczba megapikseli: 3,3
- użyteczna liczba megapikseli: 3,1
- całkowita rozdzielczość matrycy: 2226 x 1460 pikseli
- użyteczna rozdzielczość matrycy: 2160 x 1440 pikseli
- mocowanie obiektywu: Canon EF
- mnożnik ogniskowej obiektywu: 1,6
- tryby fotografowania: ręczny (M), priorytet migawki (Tv), priorytet przesłony (Av), automatyczny (A), program (P)
- nastawianie ostrości: auto, ciągłe, ręczne
- autofocus: trzypunktowy
- zakres pracy autofocusa: 2 - 18 EV
- czułość ISO: 100, 200, 400, 800 lub 1600
- pomiar światła: TTL, 35-strefowa fotokomórka SPC
- tryby pomiaru światła: wielosegmentowy, centralnie ważony lub częściowy (9,5% kadru)
- zakres pracy miernika światła: 2 - 20 EV
- korekcja ekspozycji: -2 EV to +2 EV, co 1/3 EV lub 1/2 EV
- balans bieli: automatyczny, 5 ustawień fabrycznych lub ręczny
- migawka: elektronicznie sterowana, szczelinowa
- czasy migawki: od 1/4000 do 30 s oraz Bulb
- samowyzwalacz: 10 s
- wizjer: optyczny, pryzmat pentagonalny
- matówka: stała
- wyświetlacz: kolorowy wyświetlacz ciekłokrystaliczny TFT o przekątnej 1,8" (46 mm), 114 tysięcy pikseli
- lampa błyskowa: wbudowana, chowana
- metoda pomiaru światła lampy błyskowej: E-TTL
- czas synchronizacji z lampą błyskową: do 1/200 s
- zdjęcia seryjne: 3 klatki/s
- pamięć: karta CompactFlash, typ I lub II
- format plików: JPEG lub Canon RAW
- wejścia/wyjścia: USB, wideo (PAL lub NTSC), wężyk spustowy N3, terminal lamp studyjnych PC, stopka dla lamp błyskowych linii Speedlite EX
- zasilanie: akumulator BP-511, litowo-jonowy, pojemność 1100 mAh lub zasilacz zewnętrzny
- wymiary: 149,5 x 106,5 x 75 mm
- masa korpusu: 780 g (bez baterii i karty)